# 森深紅
森 深紅（もり みくれ、1978年 -）は、日本の小説家、SF作家。愛知県生まれ。
イギリス留学、メーカー勤務を経て、2008年、林葉 勇武（はやしば いさむ）名義で応募した「エスバレー・ポワンソン・プティタ」で第9回小松左京賞を受賞。2009年、同作を改題した『ラヴィン・ザ・キューブ』で作家デビュー。

## 作品リスト

### 単著
- ラヴィン・ザ・キューブ～Lovein’ the Cube～（2009年1月 角川春樹事務所）
- 安全靴とワルツ（2011年11月 角川春樹事務所）
- アクエリアム（2012年8月 講談社ノベルス）

### アンソロジー収録作品
「」内が森深紅の作品
- 神林長平トリビュート（2009年11月 早川書房 / 2012年4月 ハヤカワ文庫JA）「魂の駆動体」
- NOVA4 書き下ろし日本SFコレクション（2011年5月 河出文庫）「マッドサイエンティストへの手紙」
- NOVA9 書き下ろし日本SFコレクション（2013年1月 河出文庫）「ラムネ氏ノコト」
- 人工知能の見る夢は AIショートショート集（2017年5月 文春文庫）「AUTO」

### 雑誌掲載作品
小説
- 「最終兵器の作り方」 - 『小説宝石』2012年12月号（光文社）掲載

エッセイなど
- 「ああ、大散財!」 - 『オール讀物』2009年5月号（文藝春秋）掲載
- 「マットサイエンティストへの恋文」 - 『メフィスト』2010年 Vol.1（講談社）掲載